# راسيل كيرنز
راسيل كيرنز (بالإنجليزية: Russ Kerns)‏ هو لاعب كرة قاعدة أمريكي، ولد في 10 نوفمبر 1920 في فريمونت في الولايات المتحدة، وتوفي في 21 أغسطس 2000 في بليسرفيل في الولايات المتحدة.